# Martin Pacobello

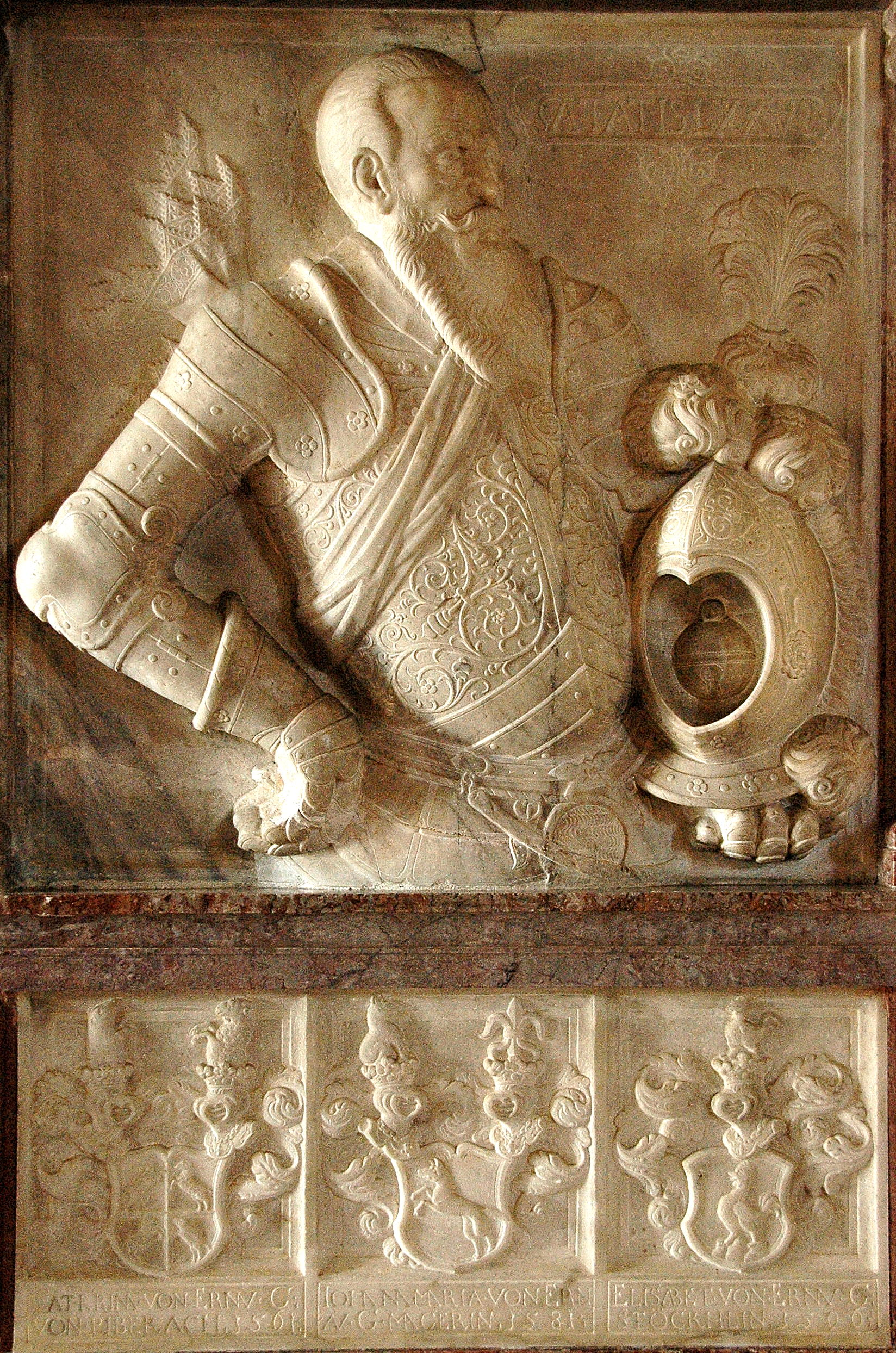
Grabdenkmal für Ulrich von Ernau in der Pfarrkirche Moosburg

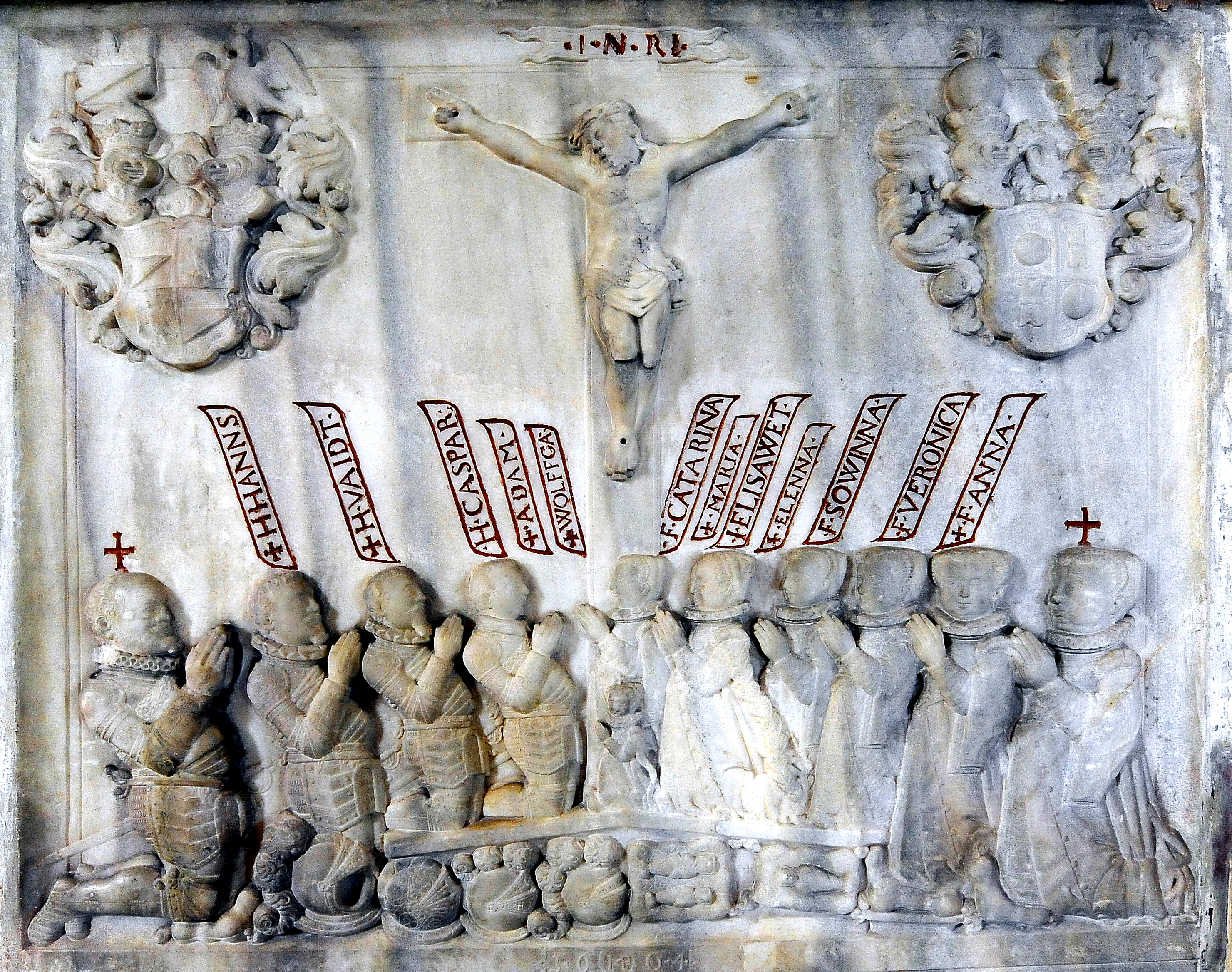
Familiengrabstein für Georg Siegmund von Neuhaus

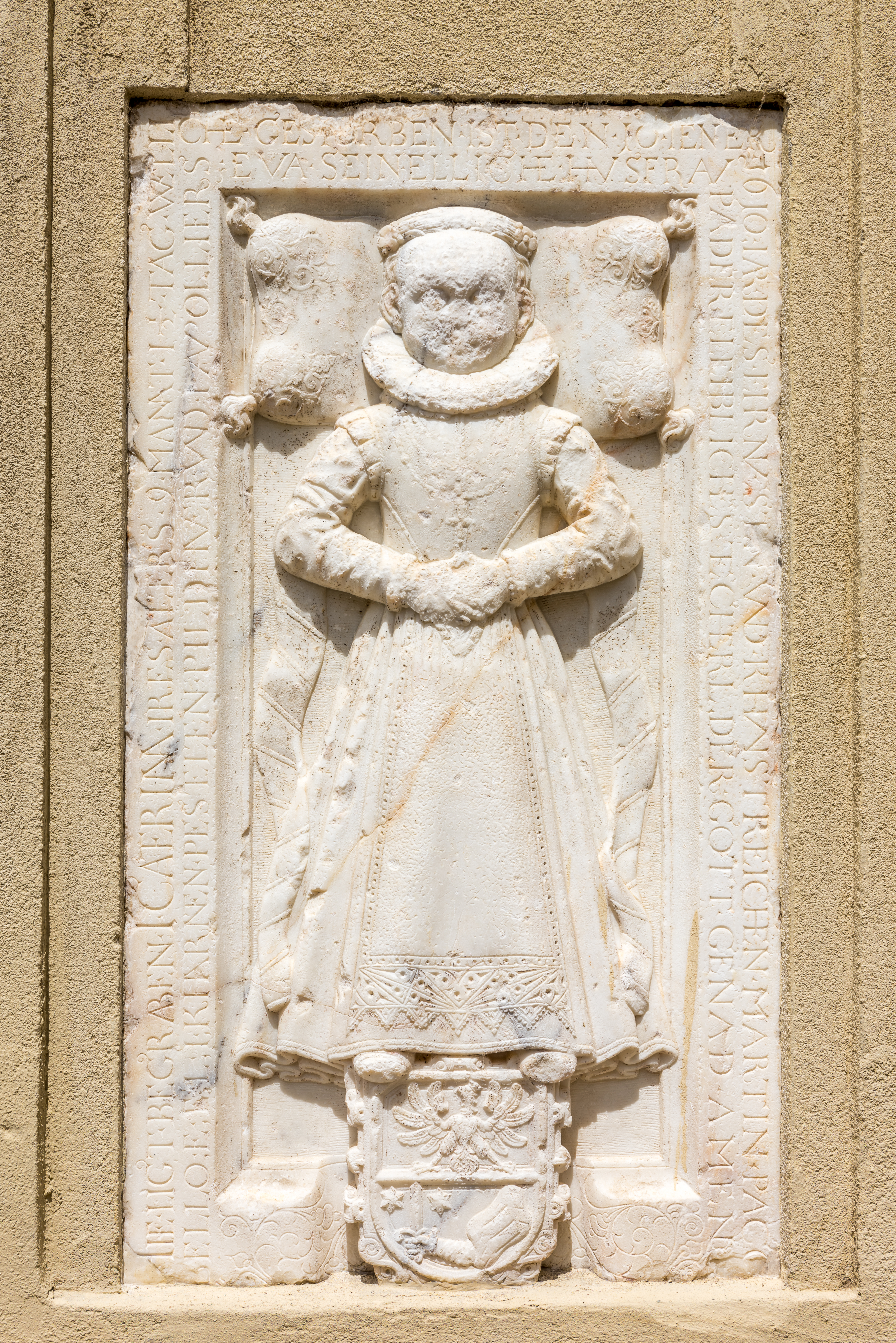
Figuraler Grabstein für seine Tochter Katharina Pacobello (1610), Stadtpfarrkirche Klagenfurt

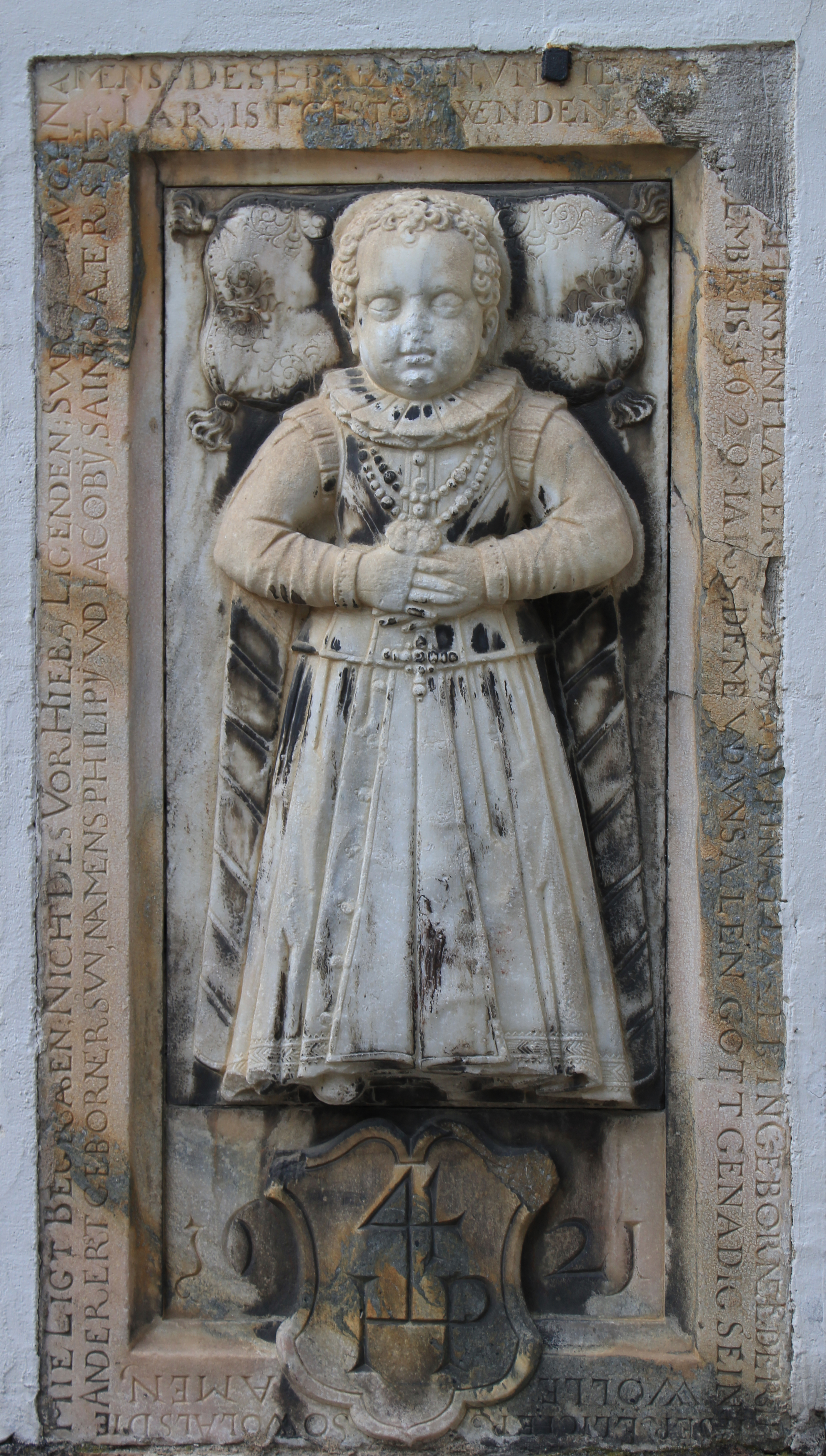
Kindergrabstein für Philipp Jacob Platzer († 1620)

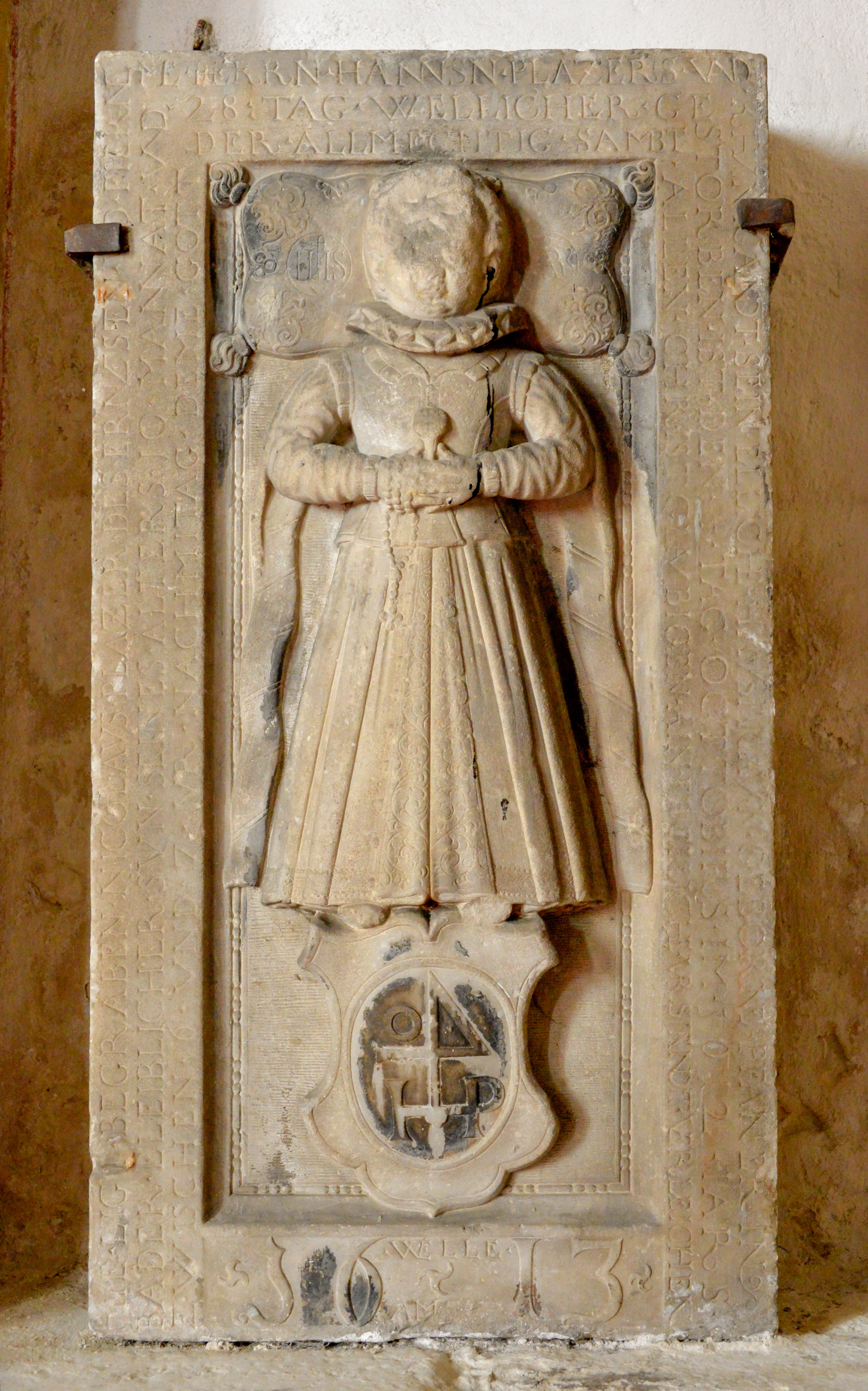
Kindergrabstein für Nicolaus Platzer († 1613)

Martin Pacobello war ein italienischer Renaissance-Bildhauer († 4. Februar 1630 in Graz), der in Kärnten und in der Steiermark tätig war.

## Leben
Die Geburtsdaten von Martin Pacobello sind unbekannt. Die Familie Pacobello ist vermutlich um 1600 aus Lugano nach Kärnten eingewandert. Martin Pacobello hatte in Klagenfurt eine Werkstatt mit Gesellen. Zu den ersten bekannten Werken Pacobellos zählt das 1604 gearbeitete Familienepitaph für Georg Siegmund von Neuhaus in der Propsteikirche von Gurnitz. 1606 wird Martin Pacobello zum ständischen Bildhauer und Polier ernannt.
Bedeutende Arbeiten schuf er ab 1612 für den Gurker Dom, wo er neben dem monumentalen Grabmal für den Probst Karl Grimming weitere Grabdenkmäler anfertigte.
Nachdem er nicht, wie vorhergesehen, den Hochaltar des Gurker Doms errichten durfte, wanderte er nach Graz ab, wo sein Bruder Philibert, ebenfalls ein Bildhauer, lebte. Martin Pacobello starb am 4. Februar 1630 an den Folgen eines Raufhandels.

## Werke
- Familienepitaph für Siegmund von Neuhaus, Propsteikirche von Gurnitz (1604)
- Wappengrabstein für Paul und Oswald Dorn, Stadtpfarrkirche St Jakob in Villach (1605)
- Wappengrabstein für Abraham Höhenkircher, Pfarrkirche Rosegg (1605)
- Epitaph des Ullrich Mayerl, Pfarrkirche Berg im Drautal (1606)
- Wappenstein für Franz Khevenhüller, Schlosskirche Hochosterwitz (1607)
- Figurales Grabdenkmal für Ulrich von Ernau, Pfarrkirche Moosburg (1609)
- Wappentafel der Ernau, Pfarrkirche Moosburg (1609)
- Wappentafel für Ludwig von Dietrichstein, Kärntner Landesmuseum in Klagenfurt (1609)
- Figuraler Grabstein für seine Tochter Katharina Pacobello, Pfarrkirche Klagenfurt-St. Egid (1610)
- Wappentafel für Anna von Dietrichstein-Moosheim, Kärntner Landesmuseum in Klagenfurt (1611)
- Figurales Grabdenkmal für Karl von Grimming (war seit 1570 Dompropst von Gurk, seit 1592 Weihbischof von Gurk),[1] im Dom zu Gurk (1612)
- Wappengrabstein für Joachim Weinzieher, Stadtpfarrkirche Klagenfurt (1612)
- Grenzstein Prägrad-Ossiach-Piberstein, bei Schloss Biberstein in Himmelberg (1612)
- Epitaph Christoph Theinacher, Karner in Maria Saal (1612)
- Kindergrabstein für Nikolaus Platzer, Pfarrkirche Sankt Veit an der Glan (1613)
- Wappengrabstein für Bartholomäus Khevenhüller, ehemalige Kapelle in der Ruine Landkron (1613), wurde 2015 restauriert
- Grabstein für Chorherrn Mellensteiner, Dom zu Gurk (1617, verschollen)
- Taufstein, Stiftskirche St. Paul im Lavanttal (1619)
- Figuraler Grabstein für Philipp Jacob Platzer, Pfarrkirche Sankt Veit an der Glan (1620)
- Wappentafel der Khevenhüller,  Kärntner Landesmuseum in Klagenfurt (nicht datiert)
- Grabstein für Ferdinand Graf von Ortenburg-Salamanka, Gemahl der Anna Neumann, Murau (1616, verschollen)
- Grabplatte für Anna Neumann, Gräfin Schwarzenberg, Kapuzinerkirche (1623)
- Wappengrabstein für Freiherrn von Stadl, Dom zu Graz (1629)